# Lars Michaelsen
Lars Michaelsen (Farum, 13 de marzo de 1969) es un ciclista danés.
Como aficionado ganó la carrera profesional de la Vuelta a Suecia en 1990 y la carrera amateur de la París-Tours sub-23 en 1991 como victorias más destacadas; además consiguió el tercer puesto en el Campeonato de Dinamarca de Ciclismo en Ruta.
Pasó a profesional en 1994 y terminó su carrera en la París-Roubaix de 2007, donde terminaría en 11.º lugar después de haber trabajado para que su compañero de equipo Stuart O'Grady la ganase.

París-Roubaix era una de sus carreras preferidas, donde terminó dos veces en quinto lugar en las ediciones de 2002 y 2005. Su victoria más importante fue la Gante-Wevelgem en 1995.
Tras su retirada, ha sido director deportivo de varios equipos. Desde 2020 ejerce esas funciones en el Team Qhubeka NextHash.

## Palmarés
| 1990 (como amateur) - 1 etapa de la Vuelta a Suecia 1991 (como amateur) - París-Tours sub-23 - 2 etapas del Gran Premio Guillermo Tell 1992 (como amateur) - 3.º en el Campeonato de Dinamarca en Ruta - 1 etapa de la Milk Race 1994 - París-Bourges - International Cycling Classic 1995 - Gante-Wevelgem 1997 - 2.º en el Campeonato de Dinamarca en Ruta - 1 etapa de la Vuelta a Burgos - 1 etapa de la Vuelta a España | 2000 - 1 etapa de la Vuelta a Dinamarca - Memorial Rik Van Steenbergen 2003 - 1 etapa de los Cuatro Días de Dunkerque - 1 etapa del Tour de Hesse 2005 - Tour de Catar, más 1 etapa - 2.º en el Campeonato de Dinamarca en Ruta 2006 - 1 etapa del Tour de Georgia |

## Resultados en Grandes Vueltas y Campeonatos del Mundo
| Carrera         | Carrera         | 1994 | 1995  | 1996 | 1997 | 1998  | 1999  | 2000 | 2001 | 2002  | 2003 | 2004 | 2005 | 2006 |
| --------------- | --------------- | ---- | ----- | ---- | ---- | ----- | ----- | ---- | ---- | ----- | ---- | ---- | ---- | ---- |
|                 | Giro de Italia  | —    | —     | —    | —    | —     | —     | —    | —    | 112.º | —    | —    | —    | —    |
|                 | Tour de Francia | —    | F. c. | —    | —    | F. c. | 116.º | —    | —    | —     | —    | —    | —    | —    |
|                 | Vuelta a España | —    | —     | —    | 71.º | —     | —     | —    | Ab.  | —     | —    | —    | —    | —    |
| Mundial en Ruta | Mundial en Ruta | Ab.  | —     | Ab.  | 22.º | Ab.   | Ab.   | Ab.  | —    | 12.º  | —    | —    | Ab.  | —    |

—: no participa

Ab.: abandono

F. c.: fuera de control